# Proventricule
Le proventricule, ou ventricule succenturié, est une structure anatomique de l'appareil digestif en forme de poche située avant l'estomac, ou chez l'oiseau dans la partie amont du gésier. Le proventricule existe chez des taxons très différents, mais il n'y a pas d'équivalent du proventricule chez les mammifères et la panse des ruminants serait un autre type de structure.

## Rôle
Le proventricule est nécessaire à la bonne digestion chez les animaux qui le possèdent : (oiseaux, certains reptiles, invertébrés et insectes ). 

Chez les oiseaux nécrophages, ou chez les insectes saproxylophages ou xylophages qui doivent digérer respectivement des os ou de la cellulose et de la lignine, le proventricule joue un rôle majeur.

## Proventricule des oiseaux

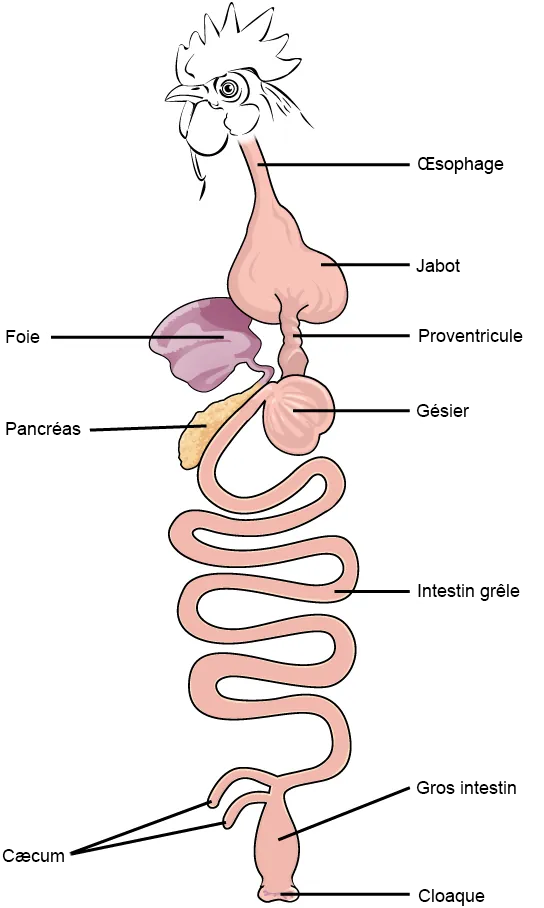
Schéma de l'appareil digestif aviaire

Le proventricule est un élément habituel de l'anatomie aviaire dans laquelle il joue une fonction glandulaire essentielle, consistant à stocker des aliments, mais surtout à préparer la digestion avant le gésier où ils seront broyés. 
C'est l'endroit où les enzymes digestives et certains sucs acides imbibent la nourriture pour constituer le bol alimentaire avant son passage dans le gésier. Il est en cela analogue à l'équivalent du gésier qui existe chez la plupart des insectes et des crustacés.
Cet estomac glandulaire prend aussi une importance particulière chez certains oiseaux piscivores ; le ventricule succenturié prend alors l'apparence d'une poche allongée très solide (résistant aux arêtes), mais également très extensible chez certaines espèces piscivores (cormorans, hérons, et nombreux oiseaux marins piscivores dont les mouettes et goélands, qui ingèrent généralement les proies vivantes et doivent pouvoir y résister).

## Aspects sanitaires, écotoxicologiques et toxicologiques
Le proventricule des oiseaux sauvage atteints de saturnisme aviaire peut être gravement lésé, probablement à cause de la toxicité de la grenaille de plomb qu'ils ont avalée comme gastrolithe. 

On constate dans ce cas, que quand cet organe est endommagé, les oiseaux ont moins de chances de répondre positivement à l'antidote à base de calcium (éthylènediaminetétraacétate de disodium et de calcium ), qu'on leur donne pour freiner l'absorption du plomb.